# Bombylius taxcoensis
Bombylius taxcoensis är en tvåvingeart som beskrevs av Hall och Neal L. Evenhuis 1981. Bombylius taxcoensis ingår i släktet Bombylius och familjen svävflugor. Inga underarter finns listade i Catalogue of Life.